# دوري ليجندز لكرة القدم
دوري أكستريم لكرة القدم أكس ليغ يعرف سابقاً بدوري ليجندز لكرة القدم هو دوري كرة القدم الأمريكية للسيدات.يلعب الدوري في فصل الربيع والصيف.بدأ الدوري في 2009 وتم إلغاء موسم 2020 و2019 بسبب جائحة كورونا.